# Parlamentswahl in Grönland 1984
- IA: 3
- S: 11
- A: 11

Die Parlamentswahl in Grönland 1984 war die dritte Wahl zum Inatsisartut bzw. Landsting, dem grönländischen Parlament. Die Wahl fand am 6. Juni 1984 statt.

## Wahlrecht
Bei der Parlamentswahl wurde das Verhältniswahlrecht angewendet. Die Zahl der Sitze verringerte sich von 26 auf 25.

## Ausgangslage
Nur knapp ein Jahr nach der letzten Parlamentswahl entzog die Inuit Ataqatigiit der Regierung unter Führung von Jonathan Motzfeldt die Unterstützung. Grund dafür waren Uneinigkeiten bezüglich eines Fischereiabkommens mit der Europäischen Gemeinschaft. Das aus sechs Parteimitgliedern von Siumut bestehende Kabinett Motzfeldt II verfügte im Parlament nicht mehr über die absolute Mehrheit, sodass Neuwahlen nötig wurden.

## Teilnehmende Parteien
Bei der Wahl traten drei Parteien an:
| Partei | Partei            | Kürzel | Deutsche Bedeutung     | Ausrichtung                                   | Vorsitzender       |
| ------ | ----------------- | ------ | ---------------------- | --------------------------------------------- | ------------------ |
|        | Atassut           | A      | Gemeinsinn             | konservativ, wirtschaftsliberal, unionistisch | Otto Steenholdt    |
|        | Siumut            | S      | Vorwärts               | sozialdemokratisch                            | Jonathan Motzfeldt |
|        | Inuit Ataqatigiit | IA     | Gemeinschaft der Inuit | demokratisch-sozialistisch                    | Aqqaluk Lynge      |

## Kandidaten
Bei der Wahl traten 104 Kandidaten mit jeweils zwei Stellvertretern an, die sich folgendermaßen auf die einzelnen Parteien und Wahlkreise verteilten:
| Partei            | Südkreis | Mittelkreis | Diskokreis | Uummannaq | Upernavik | Thule | Angmagssalik | Scoresbysund | Insgesamt |
| ----------------- | -------- | ----------- | ---------- | --------- | --------- | ----- | ------------ | ------------ | --------- |
| Atassut           | 9        | 12          | 6          | 3         | 3         | 3     | 4            | 2            | 42        |
| Siumut            | 6        | 11          | 7          | 3         | 3         | 3     | 4            | 2            | 39        |
| Inuit Ataqatigiit | 8        | 7           | 6          | 1         | 1         | 0     | 0            | 0            | 23        |

Mit Ausnahme von Lars Chemnitz (Atassut) und Sofus Joelsen (Siumut) traten alle bisherigen Abgeordneten erneut an. Allan Idd Jensen (Atassut) kandidierte nur noch als Stellvertreter. Dazu kamen K'issúnguaĸ Kristiansen, Lamik Møller, Andreas Sanimuínaĸ (alle Atassut) und Anders Andreassen (Siumut) sowie nur als Stellvertreter David Broberg, Agnethe Nielsen (alle Atassut), Severin Johansen, Ôdâĸ Olsen, Frederik Rosbach und Asiâjuk Sadorana (alle Siumut), die zuvor bereits Mitglied des Landesrats oder des Inatsisartuts gewesen waren, aber 1983 nicht angetreten oder nicht gewählt worden waren.

## Ergebnis
Die sozialdemokratische Partei Siumut und die rechtsliberale Atassut wurden stärkste Fraktion im Inatsisartut, gefolgt von der Inuit Ataqatigiit.
Die Regierungsparteien nach dieser Wahl sind mit einem Punkt gekennzeichnet (•).
| Partei            | Partei            | Stimmen | Stimmen | Stimmen | Sitze  | Sitze |
| Partei            | Partei            | Anzahl  | %       | +/−     | Anzahl | +/−   |
| ----------------- | ----------------- | ------- | ------- | ------- | ------ | ----- |
| •                 | Siumut            | 9.949   | 44,1    | +1,8    | 11     | −1    |
|                   | Atassut           | 9.873   | 43,8    | −2,8    | 11     | −1    |
| •                 | Inuit Ataqatigiit | 2.732   | 12,1    | +1,5    | 3      | +1    |
| Gesamt            | Gesamt            | 22.554  | 100,0   |         | 25     | −1    |
| Gültige Stimmen   | Gültige Stimmen   | 22.554  | 97,7    |         |        |       |
| Ungültige Stimmen | Ungültige Stimmen | 534     | 2,3     |         |        |       |
| Wahlbeteiligung   | Wahlbeteiligung   | 23.088  | 66,8    |         |        |       |
| Wahlberechtigte   | Wahlberechtigte   | 34.582  | 100,0   |         |        |       |
| Quelle:           |                   |         |         |         |        |       |

## Folgen
| In Betracht gezogene Koalitionen   | Sitze |
| ---------------------------------- | ----- |
| Sitze gesamt                       | 25    |
| Zweidrittelmehrheit (ab 17 Sitzen) |       |
| S, A                               | 22    |
| Absolute Mehrheit (ab 13 Sitzen)   |       |
| S, IA                              | 14    |
| A, IA                              | 14    |
| Keine Mehrheit (unter 13 Sitzen)   |       |
| A                                  | 12    |
| S                                  | 12    |

25 Abgeordnete wurden ins 3. Inatsisartut gewählt. Jonathan Motzfeldt (Siumut) wurde als Premierminister im Amt bestätigt. Das Kabinett Motzfeldt III wurde am 18. Juni 1984 durch das Parlament bestätigt. Die Koalition aus Siumut und Inuit Ataqatigiit wurde fortgesetzt. Die Siumut stellte neben dem Premierminister vier Minister und die Inuit Ataqatigiit zwei Minister.